# Opressió
L'opressió d'altri és l'ús del poder per treure-li la llibertat, els drets humans fonamentals o imposar càrregues excessives, per exemple de treball obligat, així com evitar el desenvolupament de la persona o grup social.

## Tipus d'opressió
L'opressió pot sorgir per qüestions de classe social, com afirma el marxisme, que veu en el capitalisme un sistema per oprimir el proletariat en favor dels burgesos i propietaris, mitjançant l'alienació dels obrers al seu lloc de treball i l'aprofitament sistemàtic de la plusvàlua.
També pot ser deguda a qüestions identitàries, com els moviments de discriminació i erradicació de l'homosexualitat o determinats cultes religiosos. L'imperialisme, el racisme i l'ocupació d'un país són també formes d'opressió identitària, ja que s'imposa per la força una cultura o una nació en perjudici del desenvolupament d'altres grups.
L'anarquisme considera que qualsevol govern porta implícita l'opressió, ja que s'atorga els drets de manar els ciutadans i imposar-los una ideologia a través de l'educació i la propaganda, mentre usa els impostos per mantenir el sistema.
Qualsevol mena d'opressió pot ser internalitzada quan l'oprimit accepta psicològicament els mètodes o arguments de l'opressor (encara que sigui inconscientment) i els usa contra si mateix o no lluita per canviar-ho.